# Нафтогазоматеринські породи
Нафтогазоматеринські породи (рос. нефтегазоматеринские породы, англ. parent rocks of oil and gas, mother beds of oil and gas, нім. Erdöl- und Erdgas-Muttergestein n – осадові гірські породи, здатні в певних геол. умовах виділяти вільні вуглеводневі флюїди, утворені в процесі діа- і катагенетичних перетворень укладеної в них вуглеводневої органічної речовини. Н.п. відрізняються концентрацією органічної речовини і геохімічними умовами формування. 
За питомою продуктивністю рідких вуглеводнів Н.п. поділяють на:
- дуже бідні – до 50 г/м3,
- бідні – до 100 г/м3,
- середні – до 250 г/м3,
- багаті – до 500 г/м3,
- дуже багаті – до 2500 г/м3,
- унікальні – до 20 000 г/м3.